# Kōsuke Kinoshita
Kōsuke Kinoshita (japanisch 木下 康介 Kinoshita Kōsuke; * 3. Oktober 1994 in Tokio) ist ein japanischer Fußballspieler.

## Karriere

### Verein
Kinoshita startete seine Karriere beim Dreams SC in Tokio und wechselte 2012 zum Yokohama FC. Dort kam er vorwiegend in der U-19 zum Einsatz, gehörte aber mit der Rückennummer 25 auch zum J-League-Division-2-Kader des Vereins. Am 20. August 2012 absolvierte er ein Probetraining bei Manchester City, wurde jedoch nicht verpflichtet. Kurz darauf hatte er ein erfolgreiches Probetraining beim SC Freiburg.
Am 11. Januar 2013 gab der Sportclub bekannt, dass Kinoshita in Kürze zum Verein wechseln würde. Dort sollte er zunächst in der U-19-Mannschaft und der SC-Reserve auflaufen. In dieser Zeit lebte er im Internat der Freiburger Fußballschule.
Nach drei Regionalliga-Südwest-Spielzeiten beim SC Freiburg II wechselte Kinoshita im Jahr 2016 nach dreimonatiger Vereinslosigkeit zum Südwest-Regionalligisten FC 08 Homburg. Der Verein ließ ihn aber bereits im Januar 2017 wieder ziehen, da er ein Angebot des schwedischen Erstligisten Halmstads BK erhalten hatte; Kinoshita wurde zum ersten japanischen Spieler in der Fotbollsallsvenskan. Am Ende der ersten Saison stieg er mit seinem Verein in die Superettan ab und verhalf dann seinem Club in der folgenden Saison mit 13 Ligatoren zu einem fünften Tabellenplatz. Anschließend wechselte er zum VV St. Truiden in die erste belgische Spielklasse, verließ den Verein jedoch nach einem halben Jahr wieder und schloss sich dem norwegischen Erstligisten Stabæk Fotball an. Für Stabæk absolvierte er 41 Erstligaspiele. Im August 2021 kehrte er in seine Heimat zurück. Hier schloss er sich dem Erstligisten Urawa Red Diamonds an. Für die Diamonds spielte er zweimal in der ersten Liga. Im Januar 2022 verpflichtete ihn der Zweitligist Mito Hollyhock. Für den Verein aus Mito bestritt er 38 Ligaspiele und schoss dabei zwölf Tore. Zu Beginn der Saison 2023 verpflichtete ihn der Erstligist Kyōto Sanga. Nach einer Spielzeit, in denen er 25 Ligaspiele bestritt, wechselte er im Januar 2024 zum ebenfalls in der ersten Liga spielenden Kashiwa Reysol.

### Nationalmannschaft
Kosuke Kinoshita war U-18- und U-19-Nationalspieler seines Landes.

## Erfolge
Urawa Red Diamonds
- Japanischer Pokalsieger: 2021